# Vyacheslav Zaytsev
Vyacheslav Alekseyevich Zaytsev (em russo:  Вячеслав Алексеевич Зайцев; Leningrado, 12 de novembro de 1952 – 12 de junho de 2023) foi um voleibolista russo que competiu pela União Soviética em três edições de Jogos Olímpicos, conquistando uma medalha de ouro e duas de prata, e duas vezes campeão mundial.

## Carreira
Zaytsev nasceu em Leningrado, atual São Petersburgo. Em 1976 ele fez parte da equipe soviética que venceu a medalha de prata na Olimpíada de Montreal, jogando todas as cinco partidas disputadas.
Quatro anos mais tarde ganhou a medalha de ouro nos Jogos Olímpicos de 1980, novamente atuando nas cinco partidas. Com a União Soviética, Zaytsev ganhou mais uma medalhas de prata olímpica (Seul 1988), dois Campeonatos Mundiais e sete títulos europeus.
Por clubes, Zaytsev jogou no Avtomobilist Leningrado (atual Spartak São Petersburgo), onde ganhou duas Copa CEV e duas Challenge Cup entre 1982 e 1983.
Terminou sua carreira na Itália, jogando em Spoleto, Agrigento e Città di Castello. Nesse período nasceu seu filho Ivan que, jogando pela Seleção Italiana, conquistou a medalha de bronze nos Jogos Olímpicos de 2012, em Londres e a medalha de prata nos Jogos Olímpicos de 2016, no Rio de Janeiro.
Zaytsev morreu em 12 de junho de 2023.